# Conant Valley
Das Conant Valley ist ein Tal im südlichen Teil der Darwin Mountains im Transantarktischen Gebirge. Es liegt zwischen dem Duncan Bluff und den Communication Heights. Der Talausgang öffnet sich zum Hatherton-Gletscher.
Das Advisory Committee on Antarctic Names benannte es 2001 nach Neil Conant, Funktechniker in 15 antarktischen Sommerkampagnen zwischen 1984 und 2001 im Rahmen des United States Antarctic Program auf der Siple-Station und hauptsächlich auf der Amundsen-Scott-Südpolstation.